# 吉見信頼
吉見 信頼（よしみ のぶより）は、室町時代の武将。大内氏の家臣。石見吉見氏8代当主。

## 出自
石見国の国人である石見吉見氏は、鎌倉幕府初代将軍源頼朝の弟・範頼を遠祖とする清和源氏の支流・吉見氏の傍流にあたる。

## 生涯
石見の有力国人の一人。応仁の乱が始まると主君の大内政弘（西軍方）に従って上洛し、武功を挙げた。文明2年（1470年）、大内教幸が東軍方の誘いに応じて長門国で挙兵すると、信頼はこれに従った（大内道頓の乱）。しかし、反乱鎮圧に当たる陶弘護に敗北した教幸は、信頼を頼って逃走。再起を図る教幸と信頼の軍勢は、文明3年（1471年）初頭には、長門地福（現・山口市阿東地福）にて大内家臣の末武氏久・延忠・幸氏を討ち取るものの、渡川城・賀年城・江良城などで敗れた。反乱の鎮圧に益田貞兼も加わり、追い詰められた教幸は同年中に自害。信頼は、文明7年（1475年）に元山城（現・山口市阿東徳佐）を攻めるも弘護に撃退された。所領の大半を失った信頼は和睦を求め、文明10年（1478年）に政弘から正式に罪を許される。
文明14年（1482年）5月27日、政弘が山口の築山館で酒宴を開いた際、その席上で弘護を殺害した。しかし自らもその場で内藤弘矩に成敗された（大内山口事件）。信頼が凶行に及んだ理由については諸説あり、道頓の乱以前から領地の境界紛争が生じていた陶氏への不満や、乱の鎮圧者である弘護への恨みなどが考えられているが、事件直前に家督を弟・頼興に譲っていることから計画的犯行と推測される。また、弘護を殺害した際に凶器として使われた信頼の刀は鵜噬（うくい）と呼ばれる吉見氏家宝の短刀であったがその後「大内政弘からの下賜」という形で父・吉見成頼に返還されていること、弘護の没後に行われた大内政弘による吉見氏討伐も突然中止・撤退して終わったことから、主君である大内政弘がこの事件の背後におり、内藤弘矩による殺害も口封じ目的であったする説もある。